# 奧勒
奧勒（瑞典語：Åre）是瑞典耶姆特蘭省奧勒市镇的村庄，也是斯堪地那維亞知名的滑雪勝地。2018年有3,200名居民。

## 外部連結
- VisitAre.com （页面存档备份，存于）- Official resort website
- Resort magazine （页面存档备份，存于）
- SkiStar Åre （页面存档备份，存于）
- Are Sweden （页面存档备份，存于） – Details and information on Åre